# Patrick Coppens
 (avril 2025).
Si vous disposez d'ouvrages ou d'articles de référence ou si vous connaissez des sites web de qualité traitant du thème abordé ici, merci de compléter l'article en donnant les références utiles à sa vérifiabilité et en les liant à la section « Notes et références ».
Patrick Coppens, né à Orléans le 3 mai 1943, est un poète, bibliographe, documentaliste-analyste, animateur-littéraire, dessinateur et peintre français.

## Biographie
Patrick Coppens est diplômé de l'université Paris-Sorbonne (1962) et de l'université de Tours (1964-1967), avec des études supérieures en littératures française et anglaise.
Fondateur et directeur de la revue Le Pot aux roses en 1965. Il enseigne pendant deux ans le français au collège Saint-François-de-Sales (1966-1968) à Gien, avant d'immigrer au Québec comme coopérant au service national à l'étranger, en 1968.
De 1968 à 2009, il intègre la fonction publique québécoise et devient conseiller linguistique au ministre de l'Éducation, bibliothécaire à la Direction générale de l'enseignement secondaire (DGES) et, en 1970, responsable des littératures et de la linguistique à la Centrale des bibliothèques du Québec devenue depuis 1988, les Services documentaires multimédia, SDM inc. Il fait paraître un nombre considérable d'ouvrages où il analyse les genres littéraires de la littérature québécoise avec quelque cent mille annotations, des analyses indispensables au développement des bibliothèques du Québec.
Il est cofondateur de la Société littéraire de Laval, (SLL) qu'il préside et dont il est le directeur littéraire entre 1985 et 1989, puis de 2007 à 2011. Il en anime les soirées mensuelles « Paroles en liberté ».
Il fonde et anime depuis 1997, « les Mardis de Port-Royal », libre regroupement hebdomadaire, puis bimensuel, d'artistes en poésie, arts visuels, photographie, musique, etc. Ce regroupement publie une revue clandestine (plus de 50 livraisons) intitulée Dernier Numéro.
Des années 1960 à aujourd'hui, Patrick Coppens a participé au Québec et en Europe à de nombreux festivals et spectacles de poésie (environ 300) et participé en France et au Québec à une dizaine d'expositions de peinture. Entre 2005 et 2009, il collabore à Poésie dans le métro, à Montréal et Laval. Il a publié dans une vingtaine de revues du Québec et de la francophonie, ainsi que des analyses littéraires ou des articles dans Choix, Le Jour, Vice Versa, Le Devoir, Ruptures, Brèves, Entrevous, Vie des arts, entre autres.
De la poésie à l'aphorisme, en passant par la critique, l'album illustré, le récit, l'anthologie et l'humour, il a publié plus d'une quarantaine de livres, brochures et fascicules.
Fasciné par l'alphabet et les aphorismes, les jeux de mots et les mots d'esprit, Patrick Coppens explore la versatilité de la langue française. Bruno Roy, ex président de l'UNEQ, écrivain et ami, a dit de son style, au sujet de son livre Ludictionnaire, ce qui pourrait sans contredit s'appliquer à la plupart de ses livres : « (...) son sens féroce de l'observation touche à l'essentiel d'une critique sociale juste et pertinente. Ses définitions et ses aphorismes, tels des missiles, existent pour contrer l'absurde. Les tirs qu'on entend sont là pour faire parler ceux et celles qui se tiennent debout dans la marque du quotidien anonyme. Il y a là une victoire certaine de la libre pensée et de la pensée tout court. »
Il est membre de l'Union des écrivaines et des écrivains du Québec. (UNEQ).

### Famille
Patrick Coppens est le père du poète et romancier québécois Carle Coppens.

## Œuvres

### Poésie
- Bestiaire, Orléans, 1961.
- Poèmes névralgiques, Grassin, 1963.
- Accès, illustrations d'Alain Gili, J.M. Blondeau, Reims, 1965
- Pas de, Montréal, Quinze, 1976, 57p.  (ISBN 0885650220)
- Passe, avec un dessin de Léon Bellefleur, Saint-Lambert, Éditions du Noroît, 1982, 117 p.  (ISBN 2890180573)
- Enfants d’Hermès, illustrations de Mino Bonan, (traduction et libre adaptation d'une douzaine de poèmes retrouvés dans les papiers de Balmour Cherliade), Montréal, Triptyque, 1985, 63 p.  (ISBN 2890310167)
- Distance, illustrations d'Estelle C., Éditions du Noroît, 1986, 93 p. (ISBN 2890181332)
- Roule idéal. Journal intimidant, dessins de Roland Giguère, Éditions du Noroît, Table rase, 1988, 92 p.  (ISBN 2890181774)
- Lazare, avec dix dessins de Roland Giguère et une préface de Jacques Brault, Trois, coll. Topaze, 1992, 104 p.  (ISBN 2920887378)[4].
- Tombeaux et Ricochets, illustrations de Mino Bonan, Montréal, Triptyque, 1997, 70 p.  (ISBN 9782890312760)
- Venez nous serons seuls, illustré par l'auteur, Éditions d’art Le Sabord, collection carré magique, 2001, 100 p.  (ISBN 2-922685-16-0)
- Ciel convertible, illustré par l'auteur, Les éditions du 42e parallèle, 2004.  (ISBN 9782923125039)
- Je joue dans quatre têtes, illustré par l'auteur, préface de Jacques Brault, Éditions d’art Le Sabord, collection carré magique, 2006.  (ISBN 978-2-922685-48-0 et 2-922685-48-9)
- Je ne suis pas, album illustré et poèmes (23 dessins de l’auteur), préfaces de José Acquelin, Bernard Lévy, Frédérique Marleau et Gabor Szilasi), Triptyque, 2012.  (ISBN 978-2-89031-739-0)
- Azimut, illustré de 10 encres pigmentées par l'auteur, Editions du Prisme Droit, 2023
- Menu fretin pour ainsi dire ou Le journal du méné, Pierre Turcotte Éditeur, 2023, 93 p.  (ISBN 978-2-925219-89-7)

### Théâtre
- Constantin, les wokes et la vérité, Pierre Turcotte Éditeur, 2024, 43 p.,  (ISBN 978-2-925437-13-0) (EPUB)

### Recueils d'aphorismes, dictionnaires, abécédaires, bestiaires et anthologies
- Bestiaire, avec 2 dessins de l'auteur, H.C., 1961.
- Ludictionnaire, avec 27 dessins de Christian Desrosiers, 298 définitions humoristiques, poétiques, énigmatiques, polissonnes et polémiques, Montréal, Triptyque, Moebius, 1982., 100p. (OCLC 15959272) (2e impression)  (ISBN 2890310035)
- Anthologie des écrivains lavallois d'aujourd'hui, 1988, Patrick Coppens [responsable de la publication], Société littéraire de Laval, 1988, 284 p.  (ISBN 2980126403)
- Ludictionnaire  II, avec 11 illustrations de Michel Hulin, Montréal, Triptyque, Moebius 1990, 95 p.  (ISBN 2890311031)
- Carnets secrets d'Agathe Brisebois, illustré par l'auteur, Éditions Adage et Maelström, 2006.  (ISBN 2-921956-38-1)
- Alphabêtes, bestiaire. Album illustré, 58 dessins de l'auteur, Triptyque, 2013,  (ISBN 9782890318571)
- Pensées Pensives, aphorismes, avec 12 dessins de l'auteur, Triptyque, 2015, 85 p.  (ISBN 9782897410186)
- Pensées Pensives II, aphorismes, avec 11 dessins de l'auteur, Distance, 2018, 111 p.  (ISBN 9782981773807)

### Préfaces
- Écrire II, M.E. Arsenault, Marché de l'écriture, 1982
- Vu, Michel Beaulieu, Éditions du Noroît et Castor Astral, 1989
- Le hasard était un fantôme à cheval, Luis Martinez Riquelme, Teichner, 1999
- Un signe de l'au-delà, Teddy Kutscher, Le grand fleuve, 2010

### CD-livre
- Les Cantiques de l'eau (Nancy Lange) et Alphabêtes (Patrick Coppens) / Les disques Annapurna, 2015[5]
- Ciel convertible, Gilbert Patenaude, musique ; Patrick Coppens, poésie, autoproduction, 2018[6]

## Les Mardis de Port-Royal
Désigne tout d'abord un groupement de poètes qui intégra des artistes en arts visuels, photographies et musique.
Le groupe est à l'origine de Château bizarre, un livre composé de 16 récits provenant d'autant de poètes et romanciers qui se sont inspirés des personnages provenant de l'imaginaire de Claude Haeffely.
Pour observer le déroulement des réunions des membres de ce groupe, l'équipe de la revue Entrevous les a invités dans un jardin privé à Laval pour en donner un compte-rendu dans la revue.

## Prix Patrick-Coppens
- Prix Patrick-Coppens de la revue Entrevous[10] décerné à un poète qui a publié durant l'année dans la revue.
- Prix Patrick-Coppens organisé par la Fondation lavalloise des lettres (FLL) et dans le cadre d'un concours intercollégial de poésie. Le prix est remis est remis à l’auteur qui aura su faire preuve d’audace, de sincérité et d’amour de la langue[11].

## Honneurs et distinctions
- En 1991, il a reçu le prix d’excellence en création littéraire de la Ville de Laval et la médaille spéciale d’excellence artistique[12].
- En 2013 la mention spéciale de la Société des écrivains francophones d’Amérique, catégorie poésie.